# Monegros
Monegros é uma comarca aragonesa dividida entre as províncias de Saragoça e Huesca. A sua capital é Sariñena. É uma área com clima semi-desértico que sofre de secas crônicas.

## Etimologia
Este topónimo provém de Mon ("monte") e negros (pela cor), derivando assim Mons negros e depois Monegros. Os árabes nomearam a zona como الجبل الأسود (aljabal al'aswad ou o monte preto) e o poema épico francês A Canção de Rolando conta dos Monegros que não há nenhuma pedra de outra cor que negra.

## Municípios
A comarca compreende os municípios de Albalatillo, Albero Bajo, Alberuela de Tubo, Alcubierre, La Almolda, Almuniente, Barbués, Bujaraloz, Capdesaso, Castejón de Monegros, Castelflorite, Farlete, Grañén, Huerto, Lalueza, Lanaja, Leciñena, Monegrillo, Peñalba, Perdiguera, Poleñino, Robres, Sangarrén, Sariñena, Sena, Senés de Alcubierre, Tardienta, Torralba de Aragón, Torres de Barbués, Valfarta e Villanueva de Sigena.

## Território e população
| Nº | Municipio            | Extensão (km²) | % do total | Habitantes (2006) | % do total | Altitude (metros) | Aldeias                                                                                     |
| -- | -------------------- | -------------- | ---------- | ----------------- | ---------- | ----------------- | ------------------------------------------------------------------------------------------- |
| 1  | Albalatillo          | 9,1            | 0,3        | 255               | 1,2        | 259               |                                                                                             |
| 2  | Albero Bajo          | 22,2           | 0,8        | 111               | 0,5        | 411               |                                                                                             |
| 3  | Alberuela de Tubo    | 20,8           | 0,8        | 357               | 1,7        | 350               | Sodeto.                                                                                     |
| 4  | Alcubierre           | 115,3          | 4,2        | 441               | 2,1        | 466               |                                                                                             |
| 5  | Almolda (La)         | 131,3          | 4,7        | 638               | 3,1        | 491               |                                                                                             |
| 6  | Almuniente           | 37,6           | 1,4        | 559               | 2,7        | 337               | Frula.                                                                                      |
| 7  | Barbués              | 19,6           | 0,7        | 115               | 0,6        | 361               |                                                                                             |
| 8  | Bujaraloz            | 120,9          | 4,4        | 997               | 4,8        | 327               |                                                                                             |
| 9  | Capdesaso            | 17,7           | 0,6        | 161               | 0,8        | 313               |                                                                                             |
| 10 | Castejón de Monegros | 165,3          | 6,0        | 655               | 3,1        | 466               |                                                                                             |
| 11 | Castelflorite        | 34,8           | 1,3        | 131               | 0,6        | 310               |                                                                                             |
| 12 | Farlete              | 104,1          | 3,8        | 447               | 2,1        | 413               |                                                                                             |
| 13 | Grañén               | 124,0          | 4,5        | 2.009             | 9,6        | 332               | Callen, Curbe, Fraella, Montesusin.                                                         |
| 14 | Huerto               | 86,7           | 3,1        | 258               | 1,2        | 370               | Usón, Venta de Ballerías.                                                                   |
| 15 | Lalueza              | 88,2           | 3,2        | 1.136             | 5,4        | 285               | Marcen, San Lorenzo del Flumen.                                                             |
| 16 | Lanaja               | 183,7          | 6,6        | 1.457             | 7,0        | 369               | Cantalobos, Orillena.                                                                       |
| 17 | Leciñena             | 178,6          | 6,5        | 1.288             | 6,2        | 415               |                                                                                             |
| 18 | Monegrillo           | 183,2          | 6,6        | 495               | 2,4        | 437               |                                                                                             |
| 19 | Peñalba              | 156,7          | 5,7        | 756               | 3,6        | 254               |                                                                                             |
| 20 | Perdiguera           | 109,8          | 4,0        | 621               | 3,0        | 473               |                                                                                             |
| 21 | Poleñino             | 33,0           | 1,2        | 247               | 1,2        | 290               |                                                                                             |
| 22 | Robres               | 64,3           | 2,3        | 643               | 3,1        | 400               |                                                                                             |
| 23 | Sangarrén            | 32,2           | 1,2        | 263               | 1,3        | 379               |                                                                                             |
| 24 | Sariñena             | 275,6          | 10,0       | 4.152             | 19,9       | 281               | La Cartuja de Monegros, Lamasadera, Lastanosa, Pallaruelo de Monegros, San Juan del Flumen. |
| 25 | Sena                 | 104,7          | 3,8        | 556               | 2,7        | 221               |                                                                                             |
| 26 | Senés de Alcubierre  | 20,5           | 0,7        | 51                | 0,2        | 390               |                                                                                             |
| 27 | Tardienta            | 90,6           | 3,3        | 1.035             | 5,0        | 389               |                                                                                             |
| 28 | Torralba de Aragón   | 40,4           | 1,5        | 117               | 0,6        | 380               |                                                                                             |
| 29 | Torres de Barbués    | 13,9           | 0,5        | 324               | 1,6        | 345               | Valfonda de Santa Ana.                                                                      |
| 30 | Valfarta             | 33,2           | 1,2        | 101               | 0,5        | 372               |                                                                                             |
| 31 | Villanueva de Sigena | 146,4          | 5,3        | 520               | 2,5        | 231               |                                                                                             |
| #  | Monegros             | 2.764,4        | 100,0      | 20.896            | 100,0      | —                 |                                                                                             |

## História

### A comarca como instituição
A lei de criação da comarca é a 17/2002 do 5 de julho de 2001. Constituiu-se o 2 de outubro de 2002. As competências foram-lhe transferidas o 1 de janeiro de 2003.

## Turismo
Entre o seu patrimônio artístico, chama atenção o Real Mosteiro de Santa Maria de Sigena (em espanhol Real Monasterio de Santa María de Sigena e em aragonês Reyal Monesterio de Santa María de Sixena) e a Cartuxa da Nossa Senhora das Fontes (em espanhol Cartuja de Nuestra Señora de las Fuentes e em aragonês Cartuixa de Monegros).
Em dezembro de 2007, tornou-se público que nos Monegros estava previsto construir o macrocomplexo de lazer Gran Scala que, com vários parques temáticos e casinos, seria um dos principais centros de lazer da Europa, ainda que o projeto soçobrou definitivamente em fevereiro de 2012.

## Riqueza biológica
Os Monegros possuem um ecossistema único na Europa, mais próprio das estepes orientais. Em 1999, fez-se conhecer o Manifesto científico pelos Monegros (McM) que exigia, assinado por mais de 500 cientistas e investigadores com os resultados das espécies achadas, a pronta declaração dos Monegros como zona protegida. O manifesto mencionado diz no seu prefácio:
Como exemplo, destaca-se o Aragão 03, uma semente de trigo resultante da especialização ao ambiente e que, atrás de ficar quasi estinta, está a se recuperar.